# 13-as főút
13-as főút (ungarisch für ‚Hauptstraße 13‘) ist eine ungarische Hauptstraße. Sie führt von der slowakisch-ungarischen Donaubrücke zwischen Komárno und Komárom (deutsch für beide: Komorn) nach Süden über die 1-es főút, die Autobahn Autópálya M1 (Europastraße 60, Anschluss 85) und Nagyigmánd nach Kisbér (deutsch: Beer), wo sie auf die 81-es főút trifft, an der sie endet.
Die Gesamtlänge der Straße beträgt 28 Kilometer.